# 徐善衍
徐善衍（？—），男，中华人民共和国政治人物，曾任中国科学技术协会副主席、荣誉委员，第九届、第十届全国政协委员。

## 生平
2001年6月，中国科学技术协会第六次全国代表大会召开，并选举其出任第六届全国委员会副主席。